# Andrea Minucci
Andrea Minucci (Serravalle delle Alpi, 1512 – Venezia, 1572) è stato un arcivescovo cattolico italiano.

## Biografia
Nacque nel 1512 a Serravalle. Studiò all'Università di Padova, dove si laureò in medicina e filosofia.
Il 5 dicembre 1567 Minucci fu nominato arcivescovo di Zara durante il pontificato di papa Pio V. Il 15 febbraio 1568 fu consacrato vescovo da Giulio Antonio Santorio, arcivescovo di Santa Severina, con Girolamo Savorgnano, vescovo di Sebenico, e Galeazzo Gegald, vescovo emerito di Bagnoregio, in qualità di co-consacranti. Servì come arcivescovo di Zara fino alla sua morte nel 1572.
Di professione medico, scrisse inoltre alcune memorie tratte dai suoi viaggi in Europa.
A Roma, fu segretario di due papi: Innocenzo IX e Clemente VIII.

## Genealogia episcopale
La genealogia episcopale è 
- Cardinale Scipione Rebiba
- Cardinale Giulio Antonio Santori
- Vescovo Andrea Minucci